# Gennadi Antonowitsch Radsewski
Gennadi Antonowitsch Radsewski (russisch Геннадий Антонович Радзевский; * 14. Juli 1949 in Porkkala Udd, Finnland) ist ein russischer Vizeadmiral. Er war von 1998 bis 2003 Kommandeur des 7. Operativen Geschwaders der Nordflotte.

## Leben
Radsewski studierte von 1966 bis 1971 an der Fakultät für Navigation der Frunse-Seekriegshochschule in Leningrad. Er begann seine Karriere als Kommandeur des Gefechtsabschnittes für Navigation (GA-1) auf einem Minenabwehrfahrzeug des Projektes 254. Ab 1971 war er Wachoffizier und ab 1972 Kommandant eines Minenabwehrfahrzeuges des Projektes 1253 der 94. Brigade der Tallinner Marinebasis der Baltischen Flotte. 1974 wurde er im Rang eines Kapitänleutnants als Kommandeur eines Minenabwehrfahrzeuges des Projektes 266-M eingesetzt. Ab 1976 diente er als 1. Offizier auf dem Zerstörer Speschny der 12. U-Jagddivision. Von 1978 bis 1979 absolvierte er Höhere Offizierslehrgänge und wurde im August 1979 Kommandeur des Zerstörers Nastojchiwy der 12. Raketenkreuzerdivision. Ab 1982 war er Kommandant der Fregatte Druschny.  1987 schloss er die Gretschko-Seekriegsakademie mit Auszeichnung ab. Radzewski fand als Stabschef der 128. U-Jagdbrigade und anschließend als Stabschef der 32. U-Jagddivision der Baltischen Flotte Verwendung, deren Kommandeur er 1989 wurde. Von 1993 bis 1995 besuchte er die Militärakademie des Generalstabes der Russischen Streitkräfte in Moskau. Er übte vorerst die Funktion des Stabschefs des 7. Operativen Geschwaders der Nordflotte aus und wurde 1998 dessen Kommandeur. 2004 wurde er in den Ruhestand entlassen. Seit 2004 ist er Mitglied des Direktorenrates der Geschlossenen Aktiengesellschaft Absoljut.
Er arbeitet als Berater des Vorsitzenden des Komitees für Verteidigungsfragen der Staatsduma der Russischen Föderation.

## Auszeichnungen
- Orden „Für den Dienst am Vaterland in den Streitkräften der UdSSR“ 2. Klasse
- Orden „Für den Dienst am Vaterland in den Streitkräften der UdSSR“ 3. Klasse
- Orden für Militärische Verdienste
- weitere Medaillen